# Dobson's Encyclopædia
A Dobson's Encyclopædia foi a primeira enciclopédia publicada no então recém independente Estados Unidos da América. Foi criada pelo editor Thomas Dobson e publicada de 1789 a 1798.
A maior parte da Dobson's Encyclopædia é uma cópia da terceira edição da Encyclopædia Britannica, que fora publicada entre 1788 e 1797, embora a Dobson fosse um tanto mais longa que a Britannica, pois alguns artigos foram reescritos para um público estadunidense patriota. Por exemplo, a palavra Britannica foi retirada do título, a dedicatória ao rei George III foi omitida, e diversos fatos da história, geografia e pessoas dos  Estados Unidos foram adicionados.
O seu preço era apenas um terço do preço da Britannica e suas vendas foram precedidas de intensa propaganda. Por ocasião do falecimento de Dobson, em 1823, entretanto, a enciclopédia estava desatualizada, e foi suplantada pela primeira edição da Encyclopedia Americana (1829-1833).